# Trechisporales
Trechisporales is een botanische naam voor een orde van schimmels. 
- orde Trechisporales:
  - familie Hydnodontaceae